# Helvellyn
Der Helvellyn [hɛl'vɛ.lɪn] ist mit 950 m Höhe der dritthöchste Berg sowohl im Lake District als auch in ganz England. Er gehört zu den  214 Wainwright genannten Bergen (Fells) und ist als Marilyn, Hewitt und Furth klassifiziert.
Der Helvellyn zählt neben dem Scafell Pike, dem Great Gable und dem Old Man of Coniston zu den bekanntesten und meistbestiegenen Bergen in England. Neben der Möglichkeit, den Gipfel mit dem Mountainbike zu erreichen, gibt es auch in jedem Jahr einen Triathlon, dessen Laufstrecke vom 5 km östlich gelegenen Dorf Patterdale zum Gipfel und zurück führt.

## Lage und Beschreibung

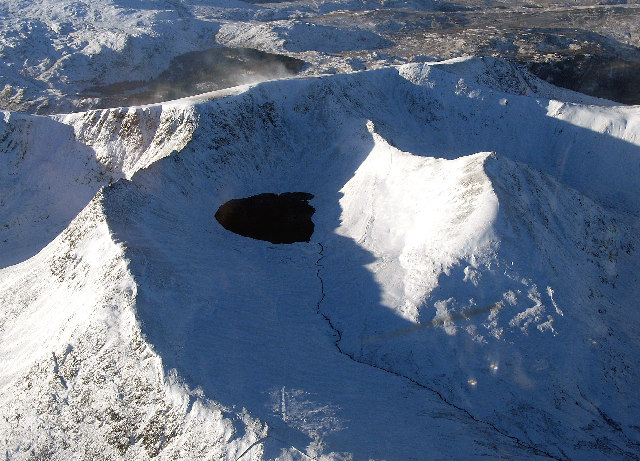
Luftbild des Helvellyn von Osten mit Striding Edge (links) und Catstye Cam (rechts), der dunkle Fleck ist Red Tarn

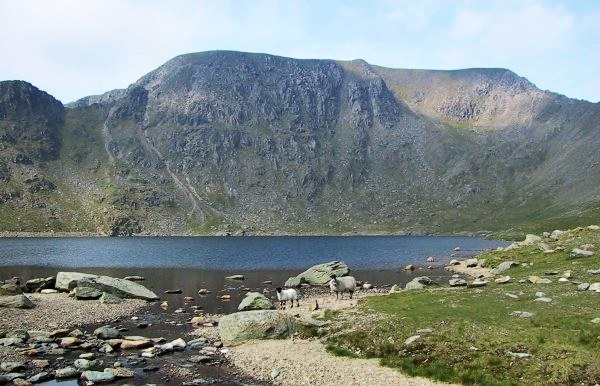
Anblick der Gipfelpartie von Osten über Red Tarn hinweg

Der Helvellyn ist der höchste Punkt des Helvellyn Range, eines Bergzuges, der zwischen den Seen Ullswater im Osten und Thirlmere im Westen verläuft und sich nach Norden mit den Bergen Helvellyn Lower Man, White Side, Raise, Stybarrow Dodd, Great Dodd und Clough Head und nach Süden mit Nethermost Pike und Dollywaggon Pike fortsetzt.
Die Gipfelpartie des Helvellyn besteht aus einem etwa 500 Meter langen, relativ ebenen, von Nordwest nach Südost verlaufenden Geländerücken, der zur Südwestseite in grasbewachsenen Hängen abfällt, nach Nordosten jedoch sehr steil und felsig. Der höchste Punkt wird durch eine Steinsäule (Cairn) markiert, nördlich davon steht ein wenig niedriger in 949 m Höhe eine Vermessungssäule des Ordnance Survey.
Von der Gipfelpartie zweigen zwei klar definierte Grate in östlicher Richtung ab: Striding Edge am südlichen und Swirral Edge am nördlichen Ende. Sie schließen mit dem Nordostabfall des Helvellyn einen Talkessel ein, in dem der kleine Bergsee Red Tarn liegt. Striding Edge bietet eine der bekanntesten und luftigsten Bergtouren im Lake District, die noch ohne technische Sicherung gangbar ist. Swirral Edge verbindet den Helvellyn mit dem pyramidenförmigen Catstye Cam.
Red Tarn („Roter See“) ist nach dem rötlichen Schottergestein an seinem Ufer benannt. Er ist etwa 25 Meter tief und bietet Bachforellen und Coregonen Lebensraum. In der Mitte des 19. Jahrhunderts wurde seine Kapazität mit einem Damm aus Felsen erhöht, um so ein Wasserreservoir für die Greenside-Bleimine im Tal von Glenridding zu erhalten.
Im Brown Cove gab es einen zweiten Tarn, der ebenfalls durch einen 1860 gebauten Damm angestaut wurde, um als Wasserrevoir für die Bleimine zu dienen. Der Damm ist heute allerdings undicht und der Tarn ist verschwunden. Am Nordhang des Catstye Cam findet man noch Überreste der Wasserleitung, die zur Bleimine führte.
Das Wasser aus Red Tarn und Brown Cove fließt über Glenridding Beck, der an der Nordseite des Helvellyn entsteht, in den See Ullswater.

## Geologie
Das Gestein des Helvellyn und der angrenzenden Bereiche ist zum Teil aus pyroklastischem Gestein in Verbindung mit Tuff, Brekzie und Lapilli. In den tieferen Schichten findet man vereinzelt Dazit.
Auf der Westseite gibt es zahlreiche Zeugnisse von Bergbautätigkeit. Die Helvellyn-(oder Wythburn)-Mine war von 1839 bis 1890 in Betrieb, wurde aber bei der Vergrößerung des Thirlmere-Reservoirs aufgegeben, zumal sie keinen bedeutenden Gewinn abwarf.

## Kulturelle Bedeutung

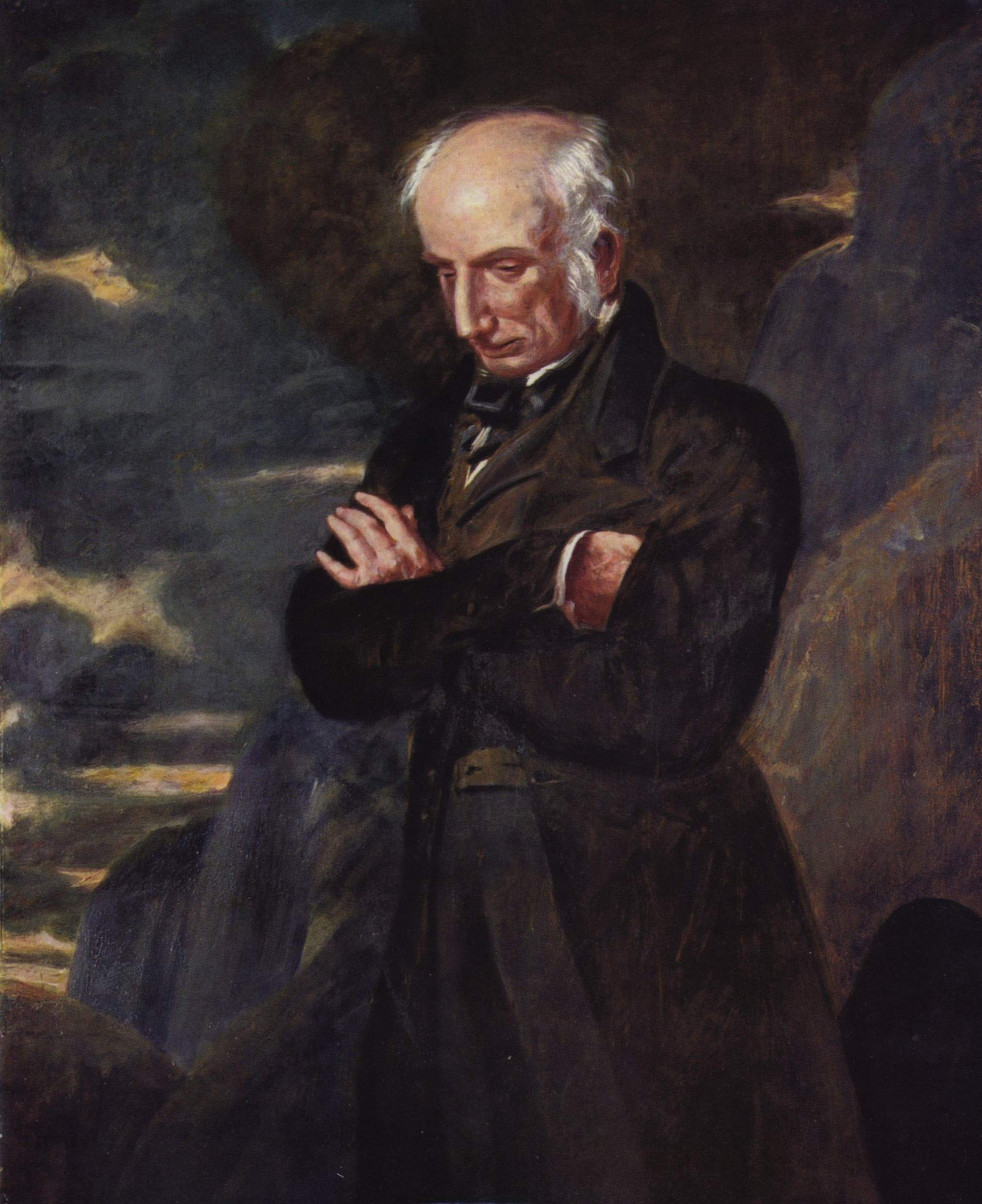
Benjamin Robert Haydon, Wordsworth on Helvellyn (1842)

Lange Zeit wurde Helvellyn nur von weidesuchenden Schäfern mit ihren Herden betreten, doch als in der Epoche der Romantik eine neue Hinwendung zur Natur bedeutsam wurde, suchten Dichter, Zeichner und Maler gern den Gipfel auf. Der zu den Lakelandpoeten zählende William Wordsworth wanderte regelmäßig auf den Berg; der Maler Benjamin Robert Haydon schuf dazu das Porträt William Wordsworth on Helvellyn.

### Charles Gough
Charles Gough war ein Maler, der 1805 anlässlich eines Besuchs im Lake District den wilden Gipfel auf eigene Faust erkundete, wobei er am 17. April von Striding Edge in den Kessel des Red Tarn stürzte und dabei ums Leben kam. Sein Skelett wurde am 27. Juli von einem Schäfer gefunden. Goughs Hündin Foxie hatte ihn aufmerksam gemacht, sie befand sich noch an der Absturzstelle und war wohlauf. Dieses rührende Beispiel für Hundetreue wird in vielen Gedichten besungen, die bekanntesten sind Helvellyn von Walter Scott und Fidelity von William Wordsworth. Dass Goughs Leiche beim Auffinden fast kein Fleisch mehr auf den Knochen hatte, hat andere zu Spekulationen angeregt, ob die Hündin sich in der öden Gegend davon ernährt hat.
Canon Hardwick Rawnsley, der Gründer des National Trust, ließ 1891 einige Meter südöstlich des Gipfels, direkt am Pfad nach Striding Edge, eine Tafel errichten, die an diesen Vorfall erinnert.

### Robert Dixon
Ein 1858 errichteter Gedenkstein, das Dixon Memorial unterhalb High Spying How, erinnert an Robert Dixon, aus Rooking im Patterdale, der an dieser Stelle am 27. November 1856 bei einer Fuchsjagd zu Tode stürzte.

### Oper
1864 erschien die nach dem Berg benannte Oper Helvellyn, die in der Umgebung des Berges spielt.

## Sport

### Scrambling

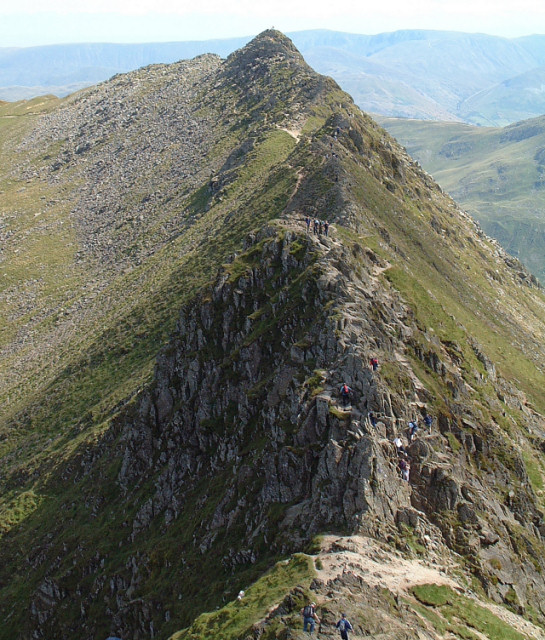
Striding Edge von Westen, in der Bildmitte die Erhebung High Spying How

Striding Edge, die Geländebrücke von Helvellyn zum Birkhouse Moor, zählt unter Bergwanderern allgemein zu den bekanntesten Scramblings im Lake District. Als Scrambling wird das Klettern im untersten Schwierigkeitsgrad bezeichnet, das noch keine technischen Hilfsmittel, aber den Einsatz der Hände erfordert. Striding Edge bietet demnach keine wesentlichen technischen Schwierigkeiten, auf Seilsicherung wird meist verzichtet.
Die Route beginnt bei Hole-in-the-Wall, einem Durchbruch in einer Trockenmauer auf dem Pass zwischen Helvellyn und Birkhouse Moor, der schon von weitem gut zu erkennen ist und als Landmarke für den Aufstieg zum Helvellyn aus dem Grisedale dient. Der Grat führt auf einer Länge von etwa zwei Kilometern bis zum Gipfel des Helvellyn. Nach einer breiteren Passage mit einem gut definierten Pfad wird er oberhalb Nethermost Cove am höchsten Punkt bei High Spying How merklich schmaler und verläuft zum größten Teil ohne erkennbaren Pfad über einen Felsgrat, der zu beiden Seiten steil abfällt. Am Ende des Grates trifft dieser nach einer kurzen Steilstufe, die in einem Kamin leicht durchklettert werden kann, auf die steile Ostflanke des Helvellyn, der darüber relativ leicht erreicht wird. Im Winter bildet sich an der Kante des Gipfelplateaus nach starkem Schneefall oft eine Wechte, die bei einem Aufstieg das größte Hindernis darstellt.

### Flugzeuglandungen
John Leeming und Bert Hinkler landeten und starteten am 22. Dezember 1926 erfolgreich mit einer Avro 585 Gosport, einem zweisitzigen Doppeldecker, auf dem Gipfelplateau, nachdem zwei Versuche in der Woche davor abgebrochen werden mussten. Dies war die erste Flugzeuglandung auf einem englischen Berg überhaupt. Beim Wiederstart, wegen des starken Ostwindes bergauf unternommen, gewannen sie nicht ausreichend Fahrt und fielen zunächst über die Kante in den Kessel des Red Tarn, konnten im Sturzflug jedoch ausreichend Fahrt aufnehmen und den Rückflug antreten. Auch hieran erinnert eine Steintafel, etwas südlich des Gipfels.

### Triathlon
Seit 2005 findet jährlich der Helvellyn Triathlon statt, der als einer der härtesten Triathlons in Großbritannien gilt. Geschwommen wird dabei eine Meile im Ullswater. Die Radstrecke über 62,2 km Strecke und 1000 Höhenmeter führt die Athleten über den Kirkstone Pass. Im Anschluss ist auf 14,5 km Laufstrecke der Helvellyn zu bezwingen.
Der Streckenrekord wird seit 2020 von Allistair Brownlee gehalten.

### Wandern
Über den Helvellyn verläuft eine Alternativroute des Coast to Coast Walk. Sie erreicht den Berg von Süden über Dollywaggon Pike und verlässt ihn über Striding Edge wieder; dies ist der „luftigste“ Abschnitt der gesamten Wanderung.
Ansonsten ist der Helvellyn ein lohnendes, ohne technische Schwierigkeiten erreichbares Wanderziel für Tagestouren von den umliegenden Talorten aus.